# Zoologische Gesellschaft Frankfurt

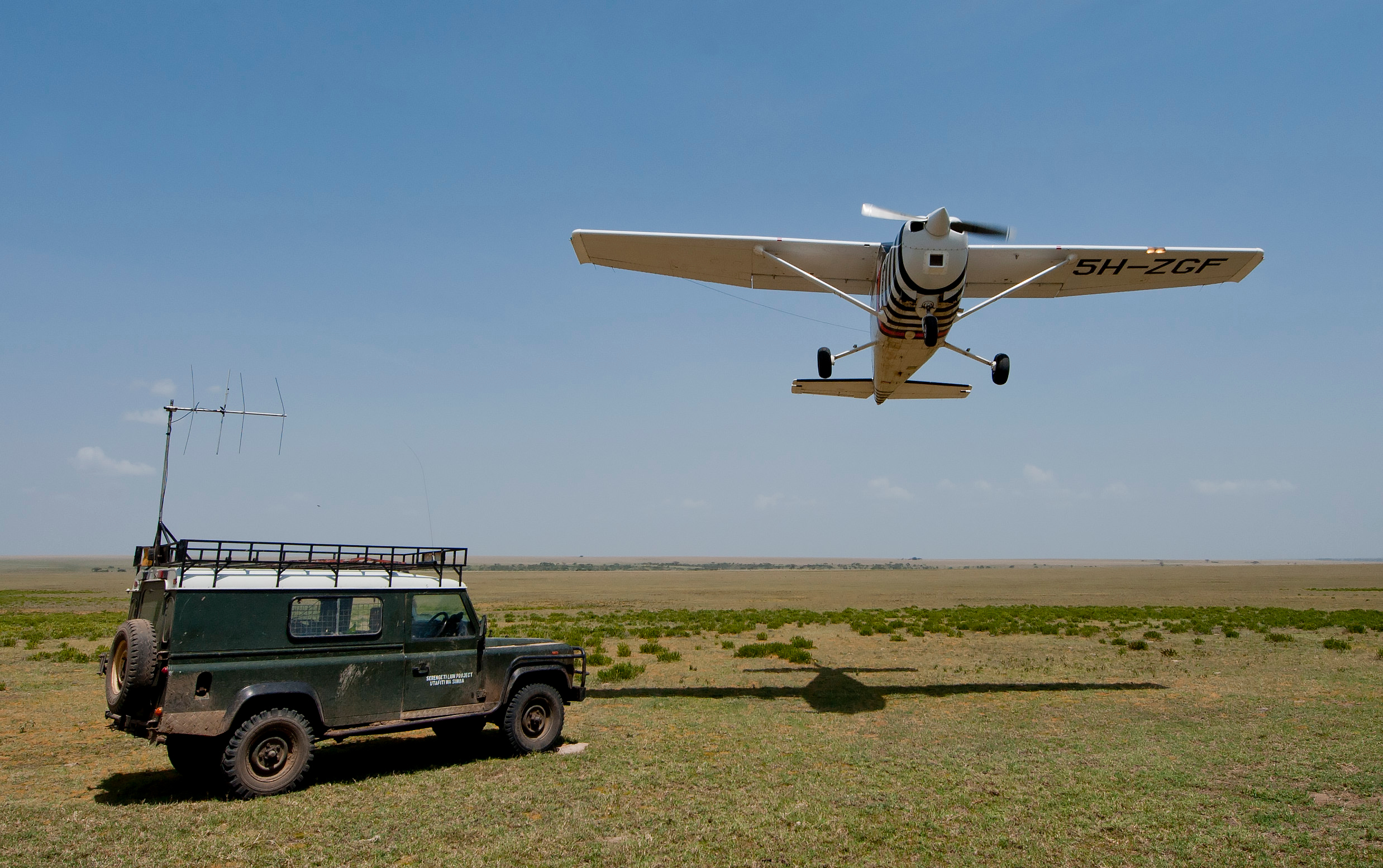
ZGF-Flugzeug über dem Serengeti-Nationalpark in Tansania

Die Zoologische Gesellschaft Frankfurt von 1858 e. V. (ZGF) ist eine international tätige Naturschutzorganisation mit Sitz in Frankfurt am Main. Das Ziel der Gesellschaft ist der Erhalt der biologischen Vielfalt. Hierzu unterstützt sie rund 30 Projekte in ca. 18 Ländern, wobei der Schwerpunkt des finanziellen und personellen Engagements traditionell in Ostafrika liegt: Über die Hälfte der Projektmittel fließen eigenen Angaben zufolge dorthin. Die Gesellschaft selbst besitzt jedoch nur in geringem Maße eigene Mittel; sie verwaltet und vergibt stattdessen Mittel der 2001 nach dem Tod des langjährigen geschäftsführendem Präsidenten Richard Faust gegründeten Stiftung „Hilfe für die bedrohte Tierwelt“. Der Fokus aller von der ZGF getragenen Projekte liegt auf dem Erhalt von Wildnis und biologischer Vielfalt. 2022 unterzeichnete sie die sogenannte „Frankfurter Erklärung“, die gemeinsam mit anderen Organisationen Forderungen für den Weltnaturgipfel 2022 in Kanada formulierte. Eine der Forderungen war, bis 2030 mindestens 30 Prozent der weltweiten Land- und Meeresflächen unter wirksamen Schutz zu stellen.
Der eingetragene gemeinnützige Verein hat ungefähr 3500 Mitglieder im In- und Ausland. Mitglied können Privatperson, Unternehmen oder Organisation werden.

## Geschichte

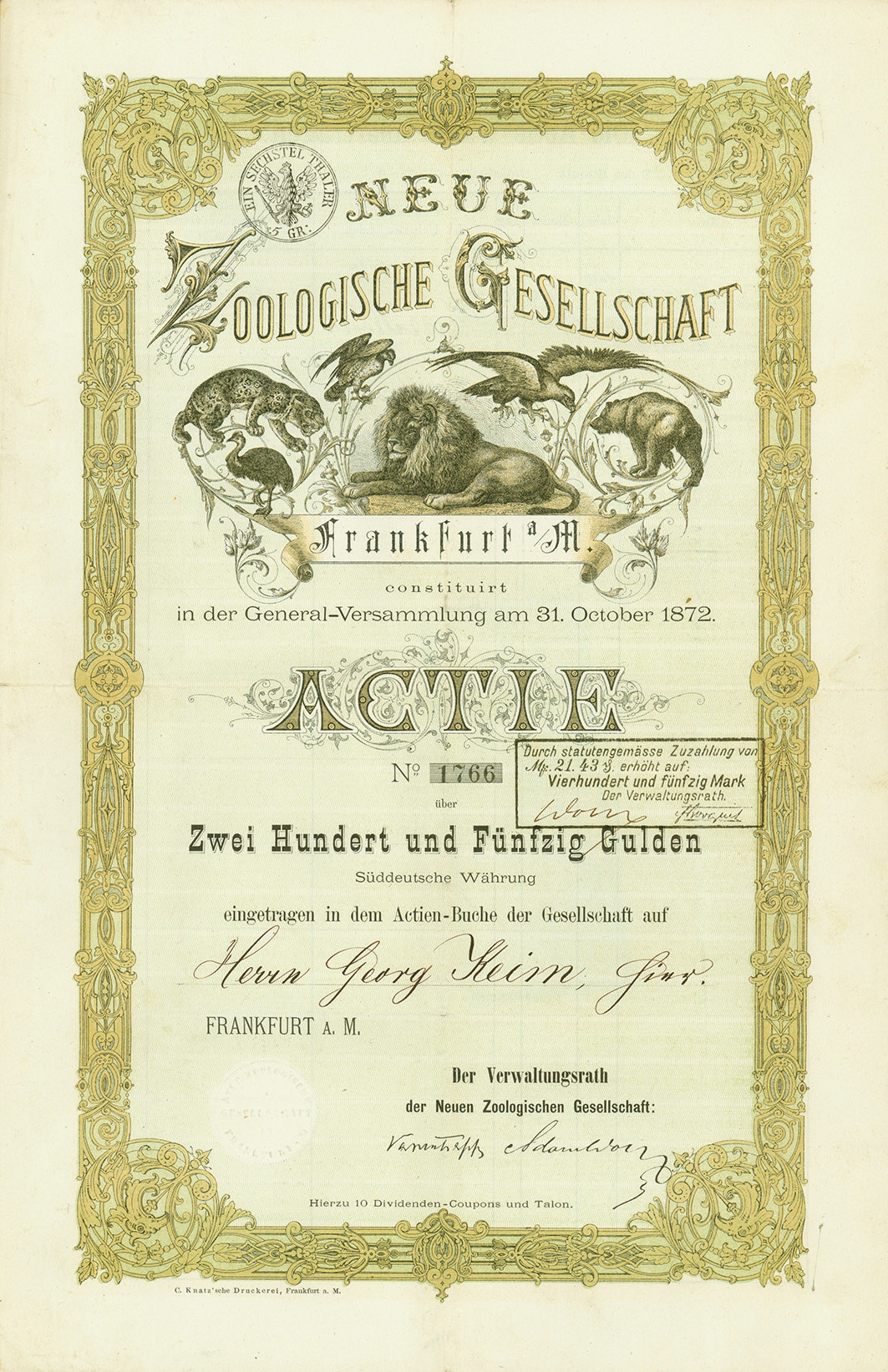
Aktie der Neuen Zoologischen Gesellschaft vom 31. Oktober 1872

Der Verein steht in der Tradition einer am 7. März 1858 rechtskräftig gegründeten Aktiengesellschaft, deren Ziel es war, in Frankfurt am Main einen Zoologischen Garten zu errichten. Im Jahr zuvor hatte der Senat der damaligen Freien Stadt Frankfurt nach eingehender Prüfung die Haltung von Bären, Wölfen und Wildschweinen in ausbruchsicheren Käfigen für unbedenklich erklärt. Die Initiatoren der Idee, vor dem Hintergrund steigenden naturkundlichen Interesses einen Zoo zu gründen, waren wohlhabende Frankfurter Bürger, und sie begannen daher im Oktober 1857 mit der Ausgabe von Aktien der Gesellschaft. Bis zur 1. Generalversammlung im März 1858 wurden von 246 Aktionären Aktien im Wert von insgesamt 80.000 Gulden gezeichnet. Nur fünf Monate später wurde der Frankfurter Zoo – der zweite Zoo Deutschlands – an der Bockenheimer Landstraße eröffnet.
Als der Pachtvertrag für das Zoogelände auslief, wurde ein Gelände östlich der Frankfurter Innenstadt – die so genannte Pfingstweide – ab Februar 1874 zum neuen und bis heute aktuellen Standort des Zoos. Als künftige Trägerin des Tierparks musste aus rechtlichen Gründen eine Neue Zoologische Gesellschaft gegründet werden, die sich auf ihrer ersten Generalversammlung am 31. Oktober 1872 konstituierte. Die alte Gesellschaft wurde aufgelöst und zum 2. Januar 1873 wurde der Zoologische Garten förmlich an die "Neue Zoologische Gesellschaft" übergeben. Am 29. März 1874 wurde der Zoo am neuen Standort eröffnet. Diese Gesellschaft blieb bis zum Ersten Weltkrieg Betreiberin des Zoos; sie ging jedoch bankrott, als der Krieg zu einem drastischen Rückgang an Eintrittsgeldern und sonstigen Einnahmen führte. Daher ging der Frankfurter Zoo im Sommer 1915 vollständig in die Trägerschaft der Stadt über, die Zoologische Gesellschaft wurde aufgelöst. Viele ihrer Aktionäre blieben dem Zoo jedoch weiterhin als Förderer und großzügige Spender verbunden.

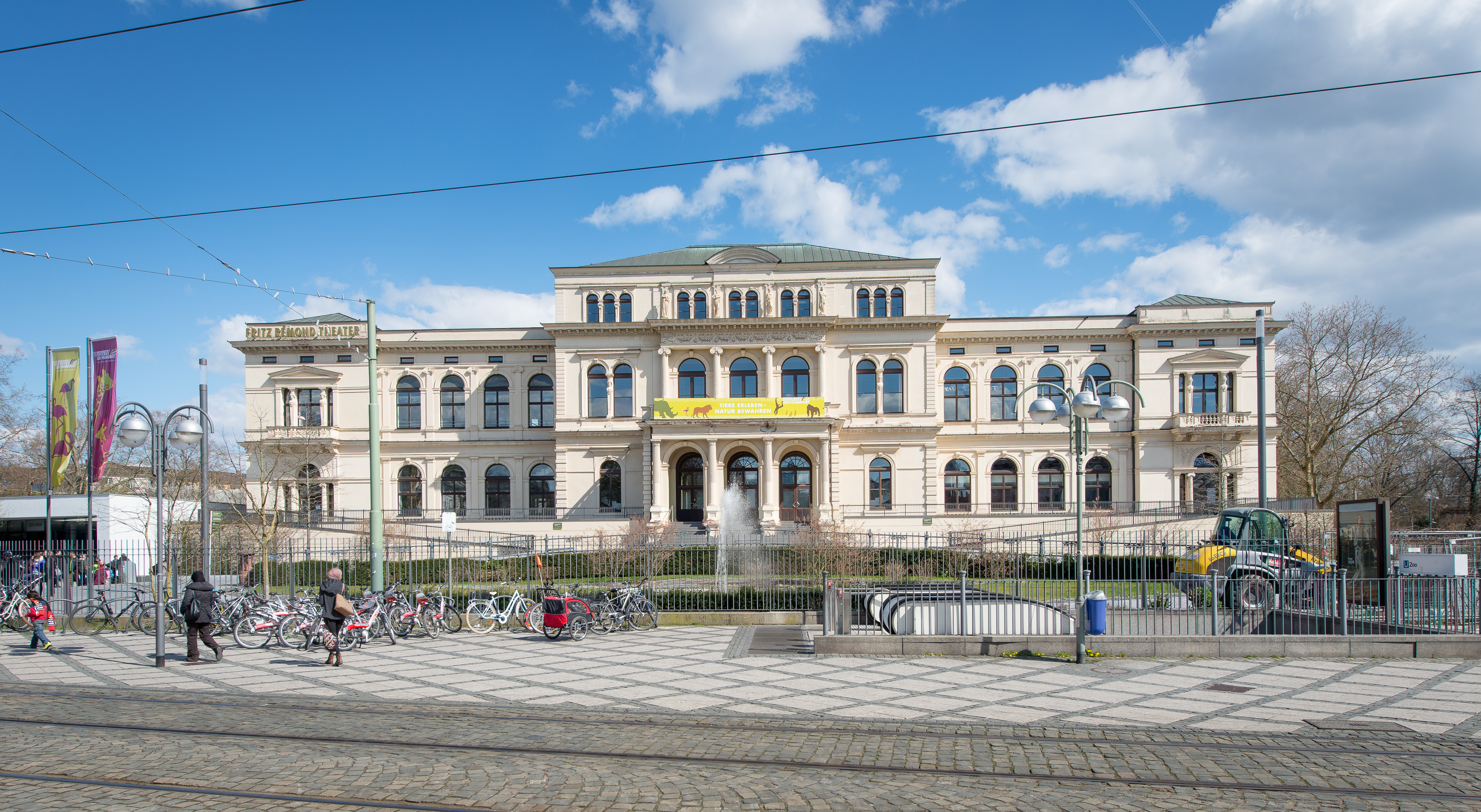
Das 1876 errichtete Zoogesellschaftshaus in Frankfurt am Main ist der Sitz der ZGF.

Erst nach dem Zweiten Weltkrieg, in dessen Endphase der Frankfurter Zoo und mit ihm auch alle Unterlagen des Vereins während der Luftangriffe auf Frankfurt am Main durch Fliegerbomben vernichtet wurden, lebte der Gedanke einer Fördergesellschaft für den Zoo wieder auf. Bernhard Grzimek hatte ab Mai 1945 den Wiederaufbau der Zooanlagen organisiert und hierfür auch private Spenden gesammelt. Hieraus erwuchs am 15. Februar 1950 die Gesellschaft der Freunde und Förderer des Zoologischen Gartens e. V., die Spenden sammelte und auch mit einer Lotterie Geld für den Zoo beschaffte. 1958, hundert Jahre nach Gründung der untergegangenen ersten Zoologischen Gesellschaft, beschlossen die Freunde und Förderer, ihren Verein umzubenennen und an den Namen der ursprünglichen Gesellschaft anzuknüpfen. Ab 1958 hieß die Vereinigung daher zunächst wieder Zoologische Gesellschaft Frankfurt, wenig später erhielt sie den noch heute gültigen Namen.
Im Verlauf der 1950er-Jahre wandelte sich das Selbstverständnis aller Zoologischen Gärten immer stärker von der reinen Tierschau zum Erhalt und der Erhaltungszucht bedrohter Tierarten. Vorreiter in Deutschland war hier der Frankfurter Zoodirektor Bernhard Grzimek, der zunächst nur aus Afrika Tiere für seinen Zoo beschaffen wollte, durch seine Afrikaaufenthalte aber immer stärker die Bedrohung der dortigen Wildtierbestände wahrnahm. Diese Erfahrungen führten dazu, dass die Zoologische Gesellschaft Frankfurt einen neuen Arbeitsschwerpunkt im Naturschutz sah. Nach dem Unfalltod von Michael Grzimek in Ostafrika richtete die Zoologische Gesellschaft 1960 einen Gedächtnis-Fonds für Grzimeks Sohn Michael ein, der zum Vorläufer für das seit 1961 beworbene Sonderkonto „Hilfe für die bedrohte Tierwelt“ wurde. In seiner Fernsehsendereihe Ein Platz für Tiere bat Prof. Bernhard Grzimek am Ende jeder Folge um Spenden auf dieses Konto und errichtete damit den Grundstock für die weltweite Naturschutzarbeit der Gesellschaft. Spenden und Vermächtnisse ließen den Kapitalstock über die Jahrzehnte hinweg kontinuierlich anwachsen.
2001 wurde dieses Kapital – rund 33 Millionen Euro – in eine der größten Naturschutzstiftungen Europas eingebracht: in die Stiftung Hilfe für die bedrohte Tierwelt. Mit der Überführung des Vermögens der Zoologischen Gesellschaft Frankfurt in die Stiftung wollte die Gesellschaft ihre Arten- und Naturschutzprojekte auf eine dauerhafte finanzielle Basis stellen, denn dessen Erträge fließen weiterhin den Projekten der Zoologischen Gesellschaft Frankfurt zu.
Die Zoologische Gesellschaft Frankfurt ist Mitglied von BioFrankfurt, dem Frankfurter Netzwerk für Biodiversität.

## Projekte
Die Zoologische Gesellschaft Frankfurt engagiert sich in insgesamt 18 Ländern und rund 30 Projekten. Dabei konzentriert sich die Gesellschaft auf die Erhaltung von Wildnis und biologischer Vielfalt in den letzten großen Wildnisgebieten unserer Erde. Zu den Wildnisgebieten zählen u. a. große Graslandschaften, Wälder, Feuchtgebiete und Gebirge.
Die Projekte des Vereins sind langfristig angelegt und werden in enger Zusammenarbeit mit lokalen Organisationen und Behörden durchgeführt. Auch die Einbeziehung der lokalen Bevölkerung ist ein wichtiger Bestandteil der Projektarbeit. Dabei agiert die Zoologische Gesellschaft Frankfurt sowohl koordinierend in der Hauptgeschäftsstelle in Frankfurt als auch aktiv mit eigenen Mitarbeiterteams in den einzelnen Projektländern.

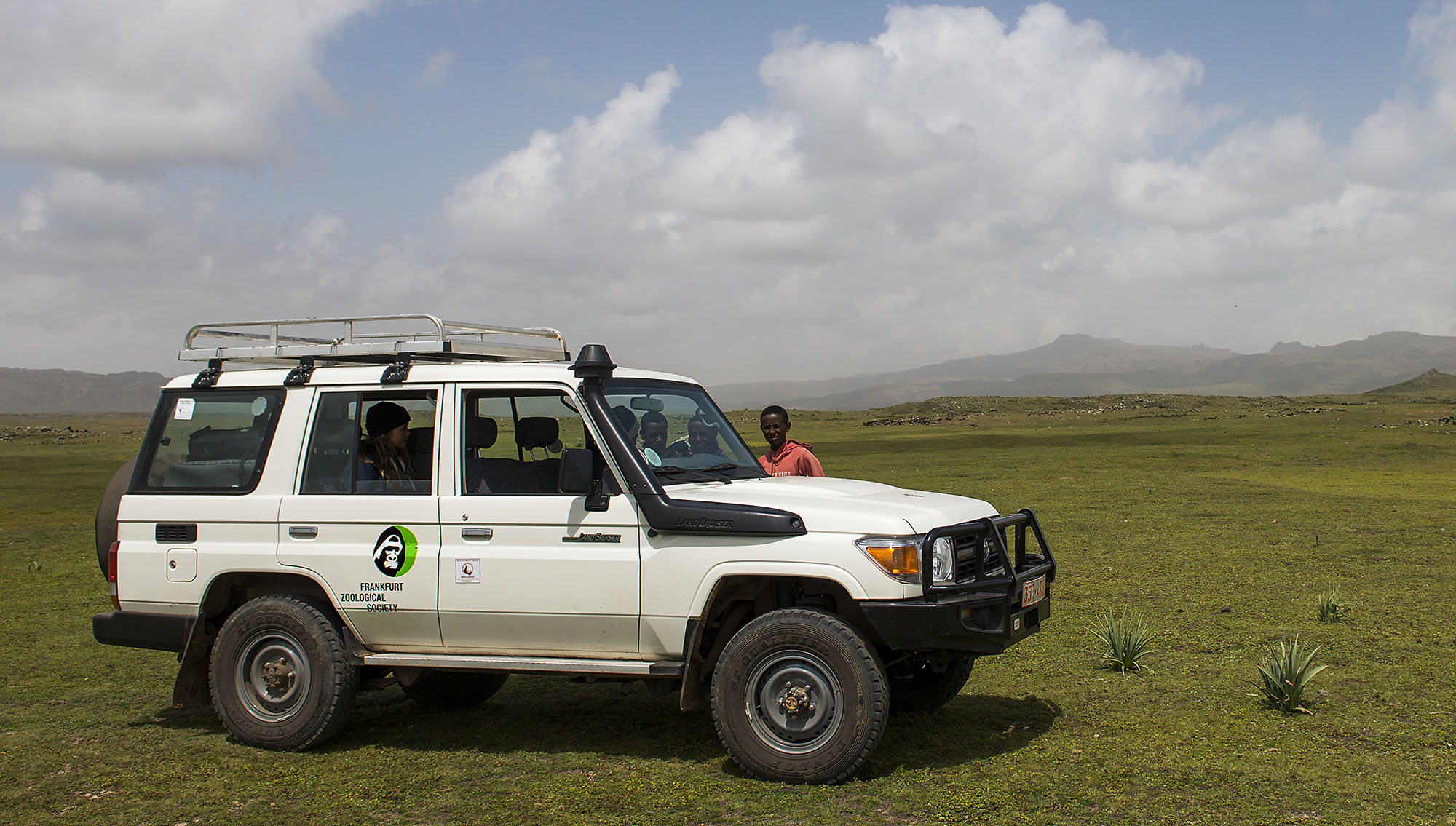
Einsatzfahrzeug der Zoologischen Gesellschaft in den Bale Mountains in Äthiopien

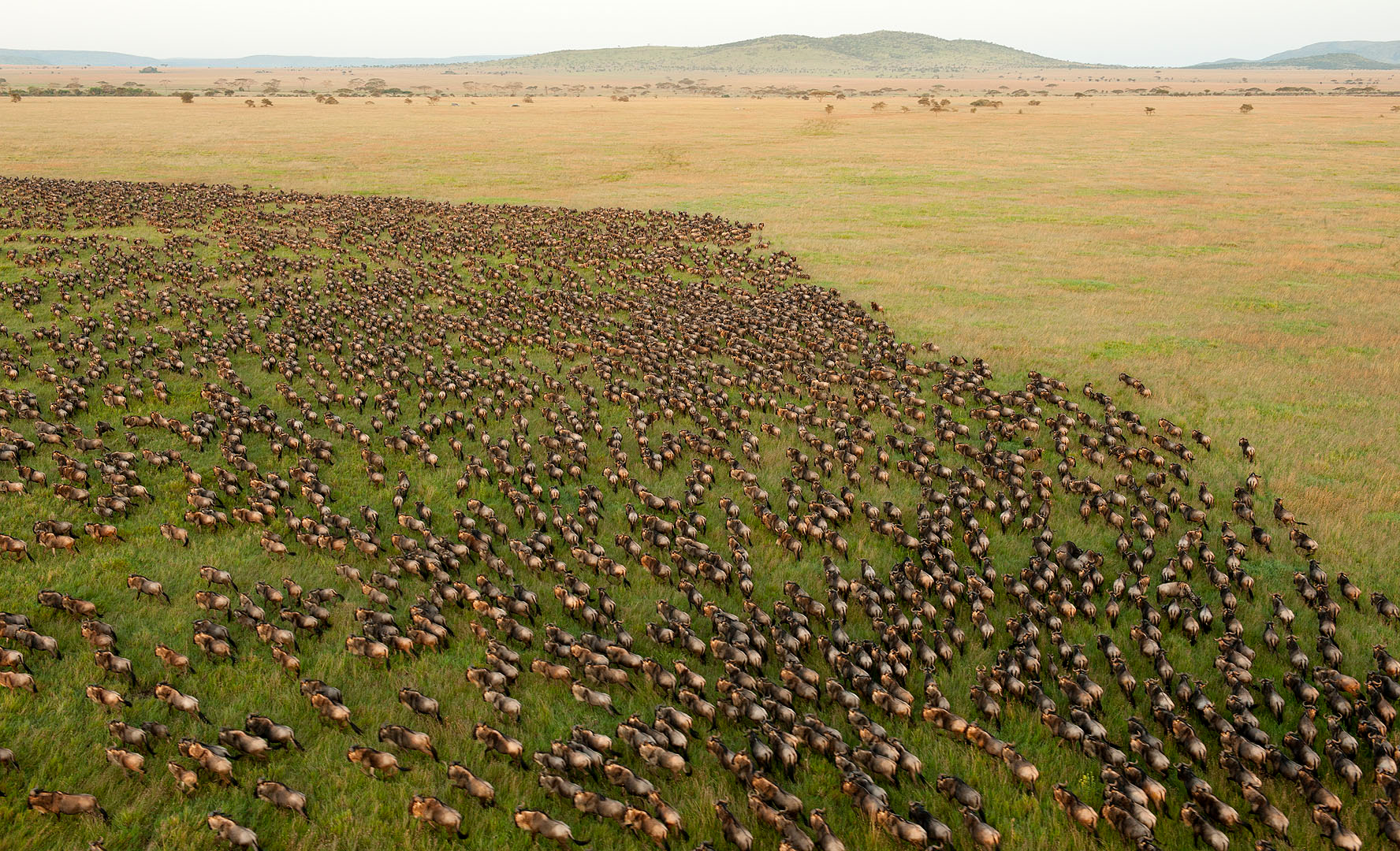
Jedes Jahr ziehen riesige Herden von Gnus und Zebras tausende Kilometer durch das Serengeti-Mara-Gebiet.

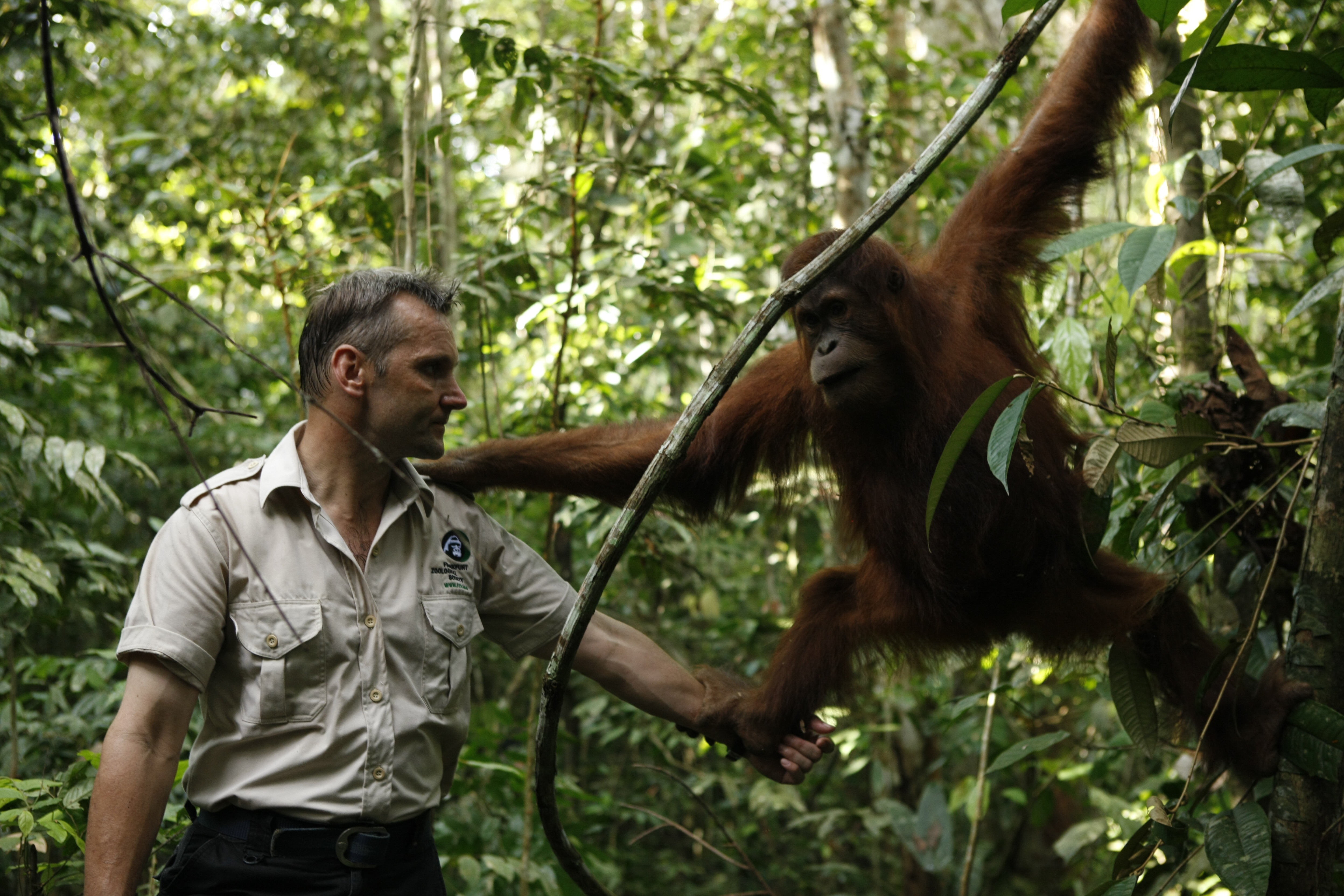
ZGF-Programmdirektor Peter Pratje arbeitet an der Auswilderung von Orang-Utans in Bukit Tigapulu, Indonesien.

### Afrika
Die Zoologische Gesellschaft Frankfurt betreibt verschiedene Projekte in Afrika. Ein Fokus liegt auf Tansania. Hier setzt die ZGF momentan Projekte zum Schutz der Serengeti, des Selous- sowie des Mahale-Ökosystems um und führt Forschung zum Erhalt der bedrohten Ökosysteme Ostafrikas durch. Es werden Daten zu Tierbeständen und Wanderungen gesammelt sowie Ranger, Wissenschaftler und Veterinäre aus- und weitergebildet und die Umweltbildung unterstützt. Die ZGF unterstützt unter anderem die Nationalparkverwaltung Tanzania National Parks (TANAPA). Auch außerhalb des Serengeti-Nationalparks ist die Organisation gemeinsam mit den Menschen in den umliegenden Gemeinden tätig.
In Sambia ist die Zoologische Gesellschaft Frankfurt mit zwei Naturschutzprogrammen tätig, unter anderem im Nordluangwa-Nationalpark. Dort setzt sie Maßnahmen zum Wildtierschutz um, wie etwa gegen die Wilderei auf Elefanten. Außerdem siedelte sie dort die einzige Spitzmaulnashorn-Population des Landes an, welche vorher durch Wilderei und Jagd ausgerottet worden war.
In der Demokratischen Republik Kongo (DRC) unterstützt die Zoologische Gesellschaft Frankfurt den Schutz der vom Aussterben bedrohten Berggorillas im Virunga-Nationalpark.
Weitere Projekte liegen in Simbabwe (Gonarezhou-Schutzprojekt) sowie im Lomami-Nationalpark im Kongo.
Die Projekte der Zoologischen Gesellschaft Frankfurt leben von der Zusammenarbeit mit lokalen Partnern. Dazu gehören zum Beispiel die Tanzania National Parks Authority (TANAPA) und das Tanzania Wildlife Research Institute (TAWIRI).

### Asien
Ein weiteres Projekt ist das in Zentralsumatra stationierte Bukit Tigapuluh Schutzprogramm zur Erhaltung von Regenwald und Tierwelt. Ziel des Projektes ist die Wiederansiedlung und Auswilderung von Orang-Utans, die in einer Dschungel-Schule auf das Leben in freier Wildbahn vorbereitet werden. Weitere Aspekte der Arbeit vor Ort sind die Mensch-Elefanten-Konfliktvermeidung, Umweltbildung sowie Initiativen, die Volksgruppen um den Nationalpark herum darin unterstützen, wirtschaftliche Entwicklung und traditionelle Lebensweise in Einklang zu bringen. Wichtige Projektpartner sind unter anderem der Bukit Tigapuluh National Park sowie das Orang Utan Projekt (TOP), die Jambi Province Conservation Authority und der WWF.

### Südamerika
In Südamerika setzt sich die ZGF für den Schutz der artenreichen Wälder am Ostabhang der Anden und im angrenzenden Tiefland ein. Konkret werden hier unter anderem Patrouillen, Luftbildauswertungen, die Ausbildung von Rangern sowie Umweltbildung unterstützt. Auch die ökologisch verträgliche Nutzung der natürlichen Ressourcen im Schutzgebiet wird gefördert. Die ZGF unterstützt den Chiribiquete‑Nationalpark in Kolumbien in Zusammenarbeit mit dem deutschen Entwicklungsministerium und der britischen Arcadia-Stiftung über den Legacy Landscapes Fund.
In Peru arbeiten die Teams der ZGF unter anderem mit dem Manú-Nationalpark, dem Bahuaja-Sonene-Nationalpark, dem Alto-Purús-Nationalpark sowie dem Yaguas-Nationalpark zusammen.
Die Zoologische Gesellschaft Frankfurt (ZGF) ist auch Teil der Amazonian Regional Alliance for the Reduction of the Impacts of Gold Mining. Gemeinsam mit Organisationen wie WWF und der Foundation for Conservation and Sustainable Development (FCDS) untersucht sie die ökologischen Folgen des illegalen Goldbergbaus am Río Puré in der Grenzregion zwischen Peru und Kolumbien.
Die Zusammenarbeit vor Ort erfolgt unter anderem mit der Crees Foundation sowie dem Fondo de las Américas (FONDAM).

### Europa

#### Kasachstan
In Kasachstan beteiligt sich die Zoologische Gesellschaft Frankfurt in der Altyn Dala Conservation Initiative. Das internationale Gemeinschaftsprojekt setzt sich für den Schutz der einzigartigen Grasländer Kasachstans und ihrer Schlüsselarten ein. Ziel der Initiative ist es, ein Netzwerk geschützter Graslandschaften in Zentralkasachstan aufzubauen. Besonders die Saiga-Antilopen der Betpak-Dala-Population stehen im Fokus, da sie eine zentrale Rolle im Ökosystem der Steppen und Halbwüsten spielen. Projektpartner in Kasachstan sind unter anderem die Association for the Conservation of Biodiversity of Kazakhstan (ACBK) und die Royal Society for the Protection of Birds (RSPB).

#### Wildnis in Deutschland
In Deutschland sichert die Zoologische Gesellschaft Frankfurt Wildnisgebiete durch Flächenkauf und unterstützt ihre Unterschutzstellung in geeigneten Schutzgebietskategorien (beispielsweise Nationalpark). Zudem wird die öffentliche und fachliche Wildnisdebatte gefördert und durch Öffentlichkeitsarbeit unterstützt. Projektpartner sind beispielsweise die Stiftung Naturlandschaften Brandenburg sowie die Naturstiftung David.
Mit Mitteln des BMU und BfN koordinierte die Zoologische Gesellschaft von 2015 bis 17 das Projekt Wildniskommunikation in Deutschland als Initiative der DNR-Strategiegruppe Naturschutzflächen. Ziel war es, eine höhere Akzeptanz für Wildnisgebiete in der dicht besiedelten Bundesrepublik zu schaffen. Mehrere große Naturschutzakteure in Deutschland waren Projektpartner. Die Organisation fördert zudem konkrete Schutzgebiete, darunter die Buchenwälder in der Hohen Schrecke in Thüringen, Flächen ehemaliger Truppenübungsplätze wie die Lieberoser Heide sowie ein Projekt zur Entwicklung eines Naturwaldes im Wispertaunus.

#### Polesien
Polesien ist mit 180.000 Quadratkilometern Europas größtes Wildnisgebiet. Das Herzstück der Polesie ist der gut 650 Kilometer lange Fluss Prypiat. Durch den Ausbau als Teil der Wasserstraße E40 mit Vertiefung des Flussbetts, Flussbegradigungen und die Errichtung von Deichen und Dämmen würde sich das Überschwemmungsregime extrem verändern und mehrere Altwasserarme zerstört werden. Seit 2015 ist die ZGF in der Region Mittlerer Prypiat mit Partnern vor Ort aktiv. Wissenschaftliche Untersuchungen zum Artenbestand liefern die Grundlage dafür, ein Schutzkonzept für diesen Lebensraum zu entwickeln.

## Finanzierung
Die Zoologische Gesellschaft Frankfurt finanziert ihre Arbeit überwiegend durch Drittmittel, Spenden und Erträge der gegründeten Stiftung „Hilfe für die bedrohte Tierwelt“. Einzelne von der ZGF betreute Schutzgebiete, darunter der Chiribiquete-Nationalpark in Kolumbien, werden durch den Legacy Landscapes Fund (LLF) langfristig gefördert. Unterstützung für Projekte erhält auch die ZGF auch vom Zoo Frankfurt, der über den Naturschutz-Euro, eine freiwillige zweckgebundene Spende, zusätzliche Mittel generiert.

## Vernetzung
Der Verein ist weltweit vernetzt und unterhält neben den Kontakten zu seinen Projektpartnern auch viele Verbindungen zu wissenschaftlichen Netzwerken, so zum Beispiel zur Naturschutzstiftung EFA und zum Netzwerk Diversitas Deutschland. Er ist Mitglied von BioFrankfurt, dem Netzwerk für Biodiversität, arbeitet mit Institutionen der Senckenberg Gesellschaft in Frankfurt, mit der er gemeinsam mit der Goethe-Universität das Frankfurt Conservation Center (FCC) initiierte, zusammen und ist Unterzeichner der Initiative Transparente Zivilgesellschaft.

## Kontroversen
Die ZGF steht in der Kritik für ihre Beteiligung an umstrittenen Naturschutzprojekten in Tansania. Insbesondere wird der Organisation vorgeworfen, die Vertreibung von Massai-Gemeinschaften aus ihren angestammten Gebieten zu unterstützen, etwa im Serengeti-Nationalpark und in Loliondo. Zwischen 2009 und 2022 gab es mehrere Vertreibungsversuche in Loliondo, bei denen Häuser niedergebrannt und Vieh beschlagnahmt wurde.
Menschenrechtsorganisationen kritisieren den von der ZGF verfolgten Ansatz des Fortress Conservation als kolonial und rassistisch, da er indigene Völker als Hindernis für den Naturschutz betrachte. Der langjährige ZGF-Direktor Bernhard Grzimek äußerte sich bereits 1959 in seinem Film Serengeti darf nicht sterben kritisch über die Massai und befürwortete ihre Vertreibung aus dem Nationalpark.
Die ZGF hat sich für frühere Vertreibungen unter Grzimek bisher nicht offiziell entschuldigt. Ein Massai-Ältester, der als Kind aus der Serengeti vertrieben wurde, bezeichnete die ZGF als „Feind Nummer eins der Massai“. Trotz jüngster Verurteilungen der Gewalt in Loliondo durch die ZGF kritisieren Menschenrechtsorganisationen, dass die Organisation ihre Verantwortung für den Konflikt nicht ausreichend anerkenne.
Die ZGF wird auch für ihre enge Zusammenarbeit mit der tansanischen Nationalparkbehörde TANAPA kritisiert, die als „paramilitärische Organisation“ beschrieben wird und an Vertreibungen beteiligt war. Laut ihren Geschäftsberichten stattet die ZGF die TANAPA-Ranger mit Fahrzeugen, Flugzeugen und Ausrüstung aus und finanziert deren Trainings, Verpflegung und Unterkünfte. Seit 2015 hat die ZGF TANAPA nach eigenen Angaben mit rund 18,6 Millionen Euro unterstützt.
Kritiker bemängeln auch die personellen Verflechtungen zwischen der ZGF und TANAPA. Sowohl der aktuelle als auch der ehemalige Tansania-Direktor der ZGF arbeiteten zuvor für TANAPA. Zudem wird die ZGF für die Förderung von Wildtiertourismus kritisiert, der als Bedrohung für die Rechte der Massai gesehen wird.
Die ZGF erhält für ihre Projekte auch Steuergelder. Das Bundesministerium für wirtschaftliche Zusammenarbeit und Entwicklung unterstützt die ZGF seit 2012 mit insgesamt 9,37 Millionen Euro.

## Belege
1. ↑  Transparenter Umgang mit Spenden. In: fzs.org. Abgerufen am 19. April 2022.
2. ↑  Klement Tockner: Frankfurter Erklärung zur Bewahrung der Biodiversität: Wir müssen alles daransetzen, den folgenden Generationen einen weiterhin bewohnbaren Planeten zu übergeben. In: Econic. Heft 3/2023, Seite 15–19.
3. ↑  Armin Schmitz, Arno Metzger: Zoologische Gärten als Kapitalgesellschaften. Geschichtliche Entwicklung und Finanzierung. Verlag der Antik Effekten GmbH, 2000, ISBN 3-9806401-2-4, S. 83 ff.
4. ↑  Serengeti Nationalpark: Eine Ikone unter den Nationalparks.
5. ↑  Nyerere-Nationalpark und Selous Game Reserve: Erhaltung eines der größten Schutzgebiete Afrikas.
6. ↑  Mahale-Mountains-Nationalpark: Heimat einer der weltweit größten östlichen Schimpansenpopulationen.
7. ↑  Thomas Stillbauer: Wilderer-Alarm in Afrika. In: Frankfurter Rundschau. 15. Januar 2019, abgerufen am 25. Juli 2025.
8. ↑  Serengeti: Kampf um den Lebensraum. In: Deutsche Welle. 26. Juni 2017, abgerufen am 28. Juli 2025.
9. ↑  Eva Gross: Mit Chili auf Elefanten schießen. In: Süddeutsche Zeitung. 7. April 2019.
10. ↑  Roland Knauer: Ost-Afrika: Die Rhinos kehren zurück. In: Tagesspiegel. 25. Oktober 2010, ISSN 1865-2263 (tagesspiegel.de [abgerufen am 28. Juli 2025]).
11. ↑  Katharina Iskandar: Zoologische Gesellschaft Frankfurt: Naturschützer zwischen den Fronten. In: Frankfurter Allgemeine Zeitung. 10. Juni 2009, abgerufen am 28. Juli 2025.
12. ↑  Gonarezhou-Nationalpark: Das Land der Elefanten.
13. ↑  Daniel Meuren: Der erste Schritt in die Zoo-Zukunft. In: Frankfurter Allgemeine Zeitung. 4. Februar 2025, S. 5.
14. ↑  Bukit Tiga Puluh: Eine Heimat für Orang-Utans und Elefanten.
15. ↑  Yvonne Weik: Auf den Spuren der Orang-Utans. In: Südkurier. 2. Mai 2014, S. 35.
16. ↑  Peru: Erhaltung der megadiversen Wälder Perus von den Anden bis zum Amazonastiefland.
17. 1 2  Katharina Wojczenko: Biodiversität in Kolumbien: Krieg und Frieden mit der Natur. In: Tageszeitung. 26. Oktober 2024, ISSN 0931-9085 (taz.de [abgerufen am 25. Juli 2025]).
18. ↑  Philip Bethge: Expedition in Perus Manu-Nationalpark: Hüter des Waldes. In: Der Spiegel. 14. Dezember 2022, ISSN 2195-1349 (spiegel.de [abgerufen am 4. August 2025]).
19. ↑  Ulrike Fokken: Umweltzerstörung in Peru: Goldrausch im Naturschutzgebiet. In: Die Tageszeitung: taz. 1. November 2014, ISSN 0931-9085 (taz.de [abgerufen am 4. August 2025]).
20. ↑  Wie die ZGF in Peru hilft. In: Frankfurter Neue Presse. 14. Dezember 2004.
21. ↑  Daniel Meuren: Naturschützer: Kokainkonsumenten muss bewusst sein, wo Stoff herkommt. In: Frankfurter Allgemeine Zeitung. 25. September 2024, abgerufen am 4. August 2025.
22. ↑  Pilar Puentes: Illegal mines and “floating towns” on the Puré River leave uncontacted Indigenous peoples at risk. In: Mongabay. 6. Februar 2023, abgerufen am 28. Juli 2025 (englisch).
23. ↑  Altyn Dala: Saiga-Antilopen in weiten Steppen.
24. ↑  Wildnis in Deutschland: Breites Bündnis für mehr Wildnis in Deutschland.
25. ↑  Wildniskommunikation in Deutschland. Im Original publiziert auf: bfn.de
26. ↑  Thomas Stillbauer: Jetzt wird's wild. In: Frankfurter Rundschau. 8. Februar 2013, S. 7.
27. ↑  Petra Ahne: Hier wohnt die Hoffnung auf den Aufschwung. In: Berliner Zeitung. 24. August 2019, S. 2.
28. ↑  Thorsten Stötzer: Vom Frühjahr an werden Arten erfasst. In: Wiesbadener Kurier. 18. Dezember 2024, S. 9.
29. ↑  Geschäftsbericht 2023. In: Zoologische Gesellschaft Frankfurt. Abgerufen am 25. Juli 2025.
30. ↑  Katharina Wojczenko: Biodiversität in Kolumbien: Krieg und Frieden mit der Natur. In: Die Tageszeitung: taz. 26. Oktober 2024, ISSN 0931-9085 (taz.de [abgerufen am 1. August 2025]).
31. ↑  Daniel Meuren: Naturschutz-Euro bei jedem Zoobesuch soll Projekte unterstützen. In: Frankfurter Allgemeine Zeitung. 28. Januar 2021, abgerufen am 28. Juli 2025.
32. ↑  Eva-Maria Magel: Senckenberg-Direktor über Artenvielfalt: „Wir haben nicht viel Zeit“. In: Frankfurter Allgemeine Zeitung. 22. Mai 2021, abgerufen am 28. Juli 2025.
33. ↑  Unterzeichner des ITZ. transparency.de, archiviert vom Original (nicht mehr online verfügbar) am 8. Februar 2018.
34. 1 2 3 4 5  Offener Brief von Survival International an den Geschäftsführer der Zoologischen Gesellschaft Frankfurt. Survival International, abgerufen am 26. März 2025.
35. 1 2  Tansania: Neue Recherchen bringen Zoologische Gesellschaft Frankfurt mit der Vertreibung der Maasai in Verbindung. Survival International, 3. Dezember 2024, abgerufen am 26. März 2025.
36. ↑  Safaritourismus statt Weidewirtschaft. Amnesty International, 15. Februar 2023, abgerufen am 26. März 2025.
37. ↑  Sebastian Erb, Sophie Fichtner: Weltnaturerbefonds der Bundesregierung: Menschen, Tiere und Millionen. In: Die Tageszeitung: taz. 18. Dezember 2022, ISSN 0931-9085 (taz.de [abgerufen am 26. März 2025]).
38. 1 2 3  Benjamin Hindrichs: Deutschland finanziert einen Naturschutz, der uns vertreibt. Krautreporter, 28. November 2024, archiviert vom Original (nicht mehr online verfügbar) am 2. Dezember 2024; abgerufen am 26. März 2025.